# Dansk Erhverv
Dansk Erhverv är en arbetsgivarorganisation i Danmark. Den grundades 2007 genom att Dansk Handel og Service och HTSI gick samman. Den har drygt 100 medlemsföreningar som organiserar 18 000 företag.